# Strada statale 686 di Quarto
La strada statale 686 di Quarto (SS 686) è una strada statale italiana il cui percorso si snoda interamente nella città metropolitana di Napoli. È una strada statale a carreggiata doppia, con due corsie per senso di marcia e priva di incroci a raso, salvo il termine della stessa.
La classificazione attuale è avvenuta col decreto del presidente del Consiglio dei ministri dell'8 luglio 2010 con il seguente itinerario: "Innesto con la S.S. n. 7 quater presso Monterusciello-Quarto".

## Descrizione
Ha origine all'altezza del km 50 della SS 7 quater, in corrispondenza dello svincolo "Quarto-Monterusciello nord". Dopo 2 km circa è presente l'unico svincolo della statale, che conduce alla zona nord di Monterusciello, Montagna Spaccata e ad un centro commerciale. L'arteria termina con un incrocio sulla SP 47 "via Campana" che collega Pozzuoli a Qualiano e Giugliano, lambendo la stessa Quarto.

### Tabella percorso
| di Quarto |                     |     |      |
| Tipo      | Indicazione         | km  | Area |
|           | Via Domitiana       | 0,0 | NA   |
|           | Monterusciello nord | 1,1 | NA   |
|           | Quarto              | 3,0 | NA   |